# 에다

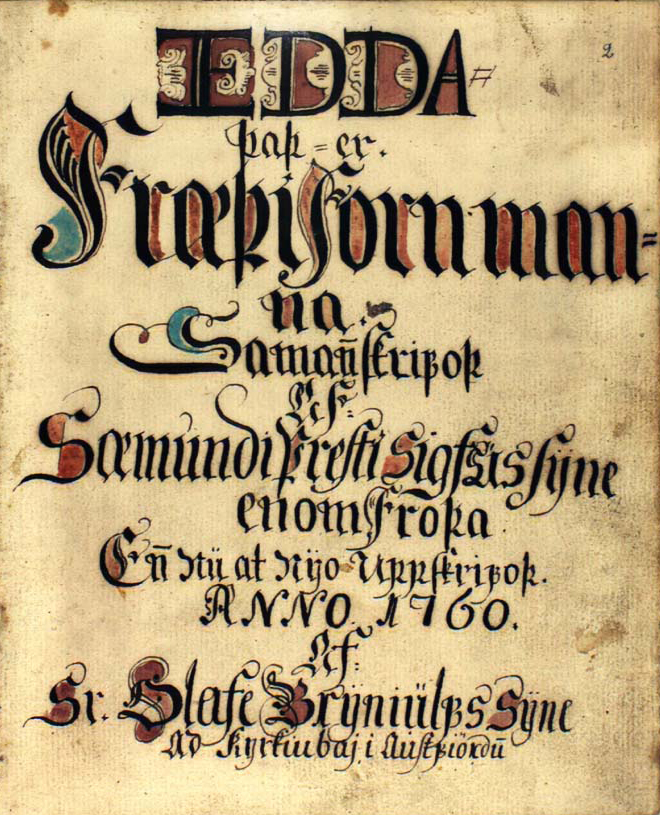
《고 에다》의 1760년대 필사본.

에다(Edda)는 북유럽 신화의 근간이 되는 시와 노래 및 서사시들을 엮은 책으로, 북유럽 신화에 있어서 가장 중요하고 방대한 자료이다. 《고 에다》)와 《신 에다》의 두 가지로 구분된다. 고 에다는 운문 에다(Poetic Edda), 신 에다는 산문 에다(Prose Edda)로 불리기도 한다.
고 에다는 13세기경에 쓰인 것으로 추정되는 중세 아이슬란드의 필사본 코덱스 레기우스로 전해 오고 있으며 그 내용의 일부는 전하지 않는다. 신 에다는 아이슬란드의 역사학자인 스노리 스투를루손이 1220년경에 집필한 책이다.

## 같이 보기
- 사가 (문학)